# Tanguá (kommun)
Tanguá är en kommun i Brasilien.   Den ligger i delstaten Rio de Janeiro, i den sydöstra delen av landet, 900 km sydost om huvudstaden Brasília. Antalet invånare är 30 731.
Följande samhällen finns i Tanguá:
- Tanguá

Omgivningarna runt Tanguá är huvudsakligen savann. Runt Tanguá är det ganska tätbefolkat, med 111 invånare per kvadratkilometer.